# Loïc Perizzolo
Loïc Perizzolo (Veyrier, 20 de octubre de 1988) es un deportista suizo que compite en ciclismo en la modalidad de pista. Ganó una medalla de oro en el Campeonato Europeo de Ciclismo en Pista de 2016, en la prueba de eliminación.

## Medallero internacional
| Campeonato Europeo | Campeonato Europeo       | Campeonato Europeo | Campeonato Europeo |
| Año                | Lugar                    | Medalla            | Competición        |
| ------------------ | ------------------------ | ------------------ | ------------------ |
| 2016               | Saint-Quentin ( Francia) | Medalla de oro     | Eliminación        |